# Alan Rybak
Alan Rybak, né le 1er décembre 2006 en Pologne, est un footballeur polonais qui joue au poste d'avant-centre au Jagiellonia Białystok.

## Biographie

### En club
Né en Pologne, Alan Rybak est formé par le MKP Pogoń Siedlce (en) avant de rejoindre le Jagiellonia Białystok. Il signe son premier contrat professionnel le 27 avril 2023, pour une durée de trois ans, soit jusqu'en juin 2026.
C'est avec ce club qu'il joue son premier match en professionnel, lors d'une rencontre de championnat face au Górnik Zabrze, le 27 août 2023. Il entre en jeu à la place de Jesús Imaz (en), et son équipe s'impose par quatre buts à un.
Il remporte son premier titre en étant sacré Champion de Pologne en 2023-2024,,.

### En sélection
Alan Rybak joue son premier match avec l'équipe de Pologne des moins de 18 ans le 12 octobre 2023 contre la Suède. Titulaire, il se distingue en marquant son premier but et en délivrant une passe décisive, participant ainsi à la victoire de son équipe par quatre buts à un.

## Style de jeu
Alan Rybak est un attaquant dont le poste de prédilection est avant-centre mais il peut jouer également comme milieu offensif dans un rôle de "numéro dix". Décrit comme un joueur intelligent, calme, travailleur et d'un bon état d'esprit par ses entraîneurs au Jagiellonia Białystok, ses principales qualités selon eux est sa finition et son contrôle de balle, en plus de son intelligence et sa compréhension du jeu.

## Palmarès
Jagiellonia Białystok
- Championnat de Pologne (1) :
  - Champion : 2023-2024.